# Marilù (singolo)
Marilù è un singolo del cantautore e rapper italiano Achille Lauro, pubblicato il 19 marzo 2021 come secondo estratto dal sesto album in studio Lauro.

## Video musicale
Il videoclip, diretto da Leandro Emede, è stato pubblicato il 29 marzo 2021 sul canale YouTube del rapper. Il video rende omaggio a Kurt Cobain e ai Nirvana e si rifà al famoso show per MTV Unplugged.

## Classifiche
| Classifica (2021) | Posizione massima |
| ----------------- | ----------------- |
| Italia            | 54                |